# Matthäus Kutschank
Johann Matthäus Kutschank (obersorbisch Matej Jan Kućank; * 11. April 1776 in Nucknitz; † 19. Dezember 1844 in Budissin, heute Bautzen) war ein sorbisch-sächsischer Geistlicher der römisch-katholischen Kirche.

## Leben

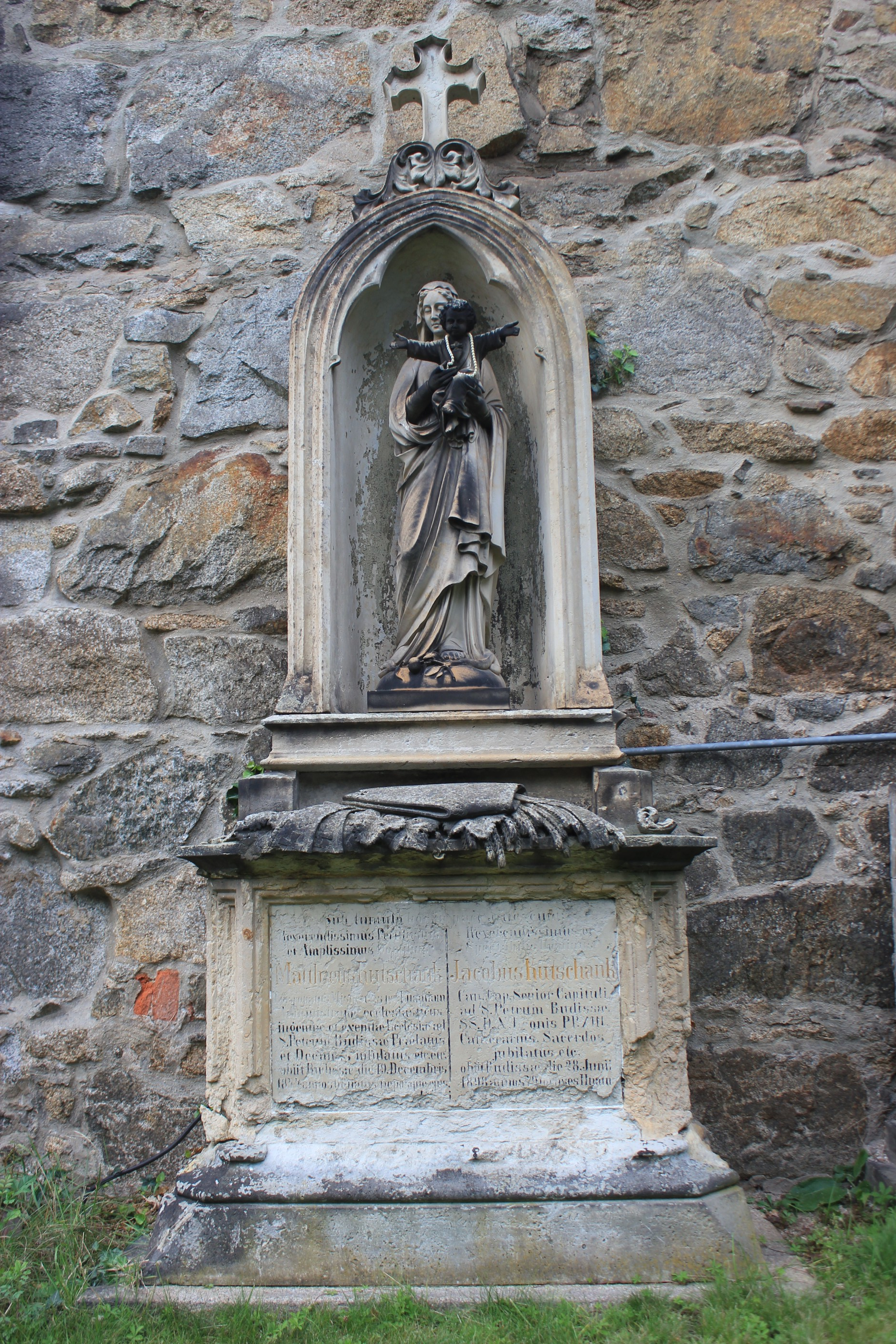
Grabmal von Matthäus und Jacob Kutschank auf dem Nicolaifriedhof in Bautzen

Der Sohn des Bauern Simon Kutschank in Nucknitz besuchte ab dem 12. Lebensjahr das Wendische Seminar in Prag. Kutschank empfing am 21. September 1799 in Prag die Priesterweihe. Vom 1. September 1799 bis zum 17. Oktober 1816 war er erster Kaplan und anschließend bis 1825 Pfarrer an der Kirche Unserer Lieben Frau in Bautzen. 1820 wurde er als Kanoniker in das Domstift zu Bautzen aufgenommen. Später wurde er Domkapitular, Senior, Schulinspektor der Schule der Liebfrauenkirche und schließlich ab dem 10. November 1841 Dekan des Domstifts. Am 20. Januar 1842 wurde er als Nachfolger des verstorbenen Ignaz Bernhard Mauermann zum Präfekt der beiden Lausitzen ernannt, während Franz Laurenz Mauermann Apostolischer Vikar der Sächsischen Erblande wurde. Auf dem Sächsischen Landtag 1842/43 gehörte er verfassungsgemäß als Dekan des Bautzener Domstifts der I. Landtagskammer an.
Für seine Verdienste um Seelsorge und das Schulwesen von Bautzen wurde er 1831 zum Ritter des königlich sächsischen Zivilverdienstordens ernannt. Er war Mitglied der Oberlausitzischen Gesellschaft der Wissenschaften.
Sein Grabmal befindet sich auf dem Nicolaifriedhof in Bautzen.